# Insectivoor (ecologie)

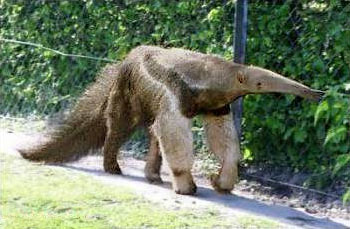
Miereneter

Een insectivoor is een insectenetend dier of plant. Insectivoor is een term uit de ecologie. Insectivora is een verouderde term uit de systematiek en taxonomie. Binnen de zoogdieren zijn Eulipotyphla en Afroinsectiphilia bekende groepen van insecteneters, maar ook binnen de vogels en de vissen zijn er soorten die voornamelijk insecten eten. Vrijwel alle reptielen en amfibieën leven grotendeels van insecten. 
Er zijn ook insectivore planten, zogenaamde vleesetende planten. Voor het vangen en verteren van insecten zijn er speciale structuren ontwikkeld, die in feite gemodificeerde bladeren zijn.
Er zijn ook insecten die insectivoor zijn, voorbeelden zijn roofvliegen, bidsprinkhanen, sommige krekels en roofwantsen. 